# 지주회사
지주회사(持株會社, 영어: holding company)는 일반적으로 주식을 소유함으로써 다른 회사의 사업활동을 지배 또는 관리하는 회사이다. 여기서 다른 회사의 사업활동을 지배, 관리한다는 것은 다른 회사의 사업활동의 주요사항에 관하여 간섭하고, 그에 관한 결정에 영향력을 행사한다는 것을 의미한다.
대한민국 법률상으로는, 주식의 소유를 통하여 국내회사의 사업내용을 지배하는 것을 주된 사업으로 하는 회사로서 자산총액이 직전 사업연도 종료일 현재의 재무상태표상의 자산총액이 1천억 원 이상인 회사(5,000억원으로 상향됨), 를 말한다. 이 경우 주된 사업의 기준은 회사가 소유하고 있는 자회사의 주식 가액의 합계액이 당해회사 자산총액의 100분의 50이상인 것으로 한다.

## 개요
지주회사는 여러 주식회사의 주식을 보유함으로써 다수기업을 지배하려는 목적으로 이루어지는 대규모의 기업집중형태이다. 지주회사는 타주식회사의 과반수 이하의 주식보유로도 그 회사를 지배할 수 있으며, 또한 피지배회사가 또 다른 회사를 지배하고 있을 때에는 지배에 필요한 자본이 크게 절약되어 이같은 지배형태는 급속히 발전, 하나의 크나큰 피라밋형 기업집중형태가 이루어진다. 이때 지배의 정점(頂點)인 지주회사를 모회사(母會社：parent company)라 하고, 그 지배 하에 있는 피지배회사(被支配會社)를 가리켜서 자회사 (子會社：subsidiary company)라고 한다.
1. 순수지주회사 ― 자기 회사 소유자본의 대부분을 자회사(子會社)에 투자하는 지주회사를 말한다. 즉 주식이나 사채를 발행, 자본을 조달하고 이것을 다른 종속회사(從屬會社)인 자회사에 투자함으로써 그들을 지배하는 지주회사이다. 여기서 증권대위의 현상을 볼 수 있다.
2. 사업지주회사 ― 어떤 지주회사가 다른 자회사의 주식을 보유함과 동시에 직접 생산·판매활동 등의 사업을 경영하는 회사를 말한다. 즉 사업지주회사에서는 자기가 조달한 자본으로 사업을 직접 운영하면서 자본의 일부분을 타회사 지배를 위하여 자회사에 주식투자를 하는 겸업(兼業)형태이다.
3. 투자신탁 회사(investment trust company) ― 이것은 순수지주회사와 같이 증권대위를 하고 있으나, 유리한 투자를 주목적으로 하고 있을 뿐, 순수지주회사와 같은 경영지배를 중요시하지 않는 지주회사를 말한다.

## 같이 보기
- 버크셔 해서웨이
- 재벌
- 복합기업
- 기업단체
- 게이레쓰
- 다국적 기업
- 경영자 매수(en:Management buyout, MBO)